# Sebastian Schachten
Sebastian Schachten (* 6. November 1984 in Bad Karlshafen) ist ein deutscher Fußballfunktionär und ehemaliger Fußballspieler.

## Karriere
Der Sohn des Ex-Profis Werner Schachten begann mit dem Fußballspielen beim FC Weser, einem Fußballverein der Orte Bodenfelde und Lippoldsberg/Wahlsburg, und gelangte über die SVG Einbeck, die SVG Göttingen und den SCW Göttingen zum SC Paderborn, mit dem er 2005 in die 2. Bundesliga aufstieg. Zur Saison 2005/06 wechselte Schachten in das Regionalligateam von Werder Bremen, wo er sich zum Stammspieler etablierte.
Zur Saison 2007/08 wechselte er zum Zweitligisten Borussia Mönchengladbach. Am 1. Februar 2008 gab er zu sein Debüt in der 2. Bundesliga, als er gegen den 1. FC Kaiserslautern in der 85. Spielminute für Marcel Ndjeng eingewechselt wurde. Mit der Borussia schaffte er den direkten Wiederaufstieg in die Bundesliga. Er selbst jedoch gehörte dabei, auch wegen längeren verletzungsbedingten Ausfällen, nicht zur Mönchengladbacher Stammelf.
2009 kehrte er von Borussia Mönchengladbach auf Leihbasis für ein Jahr zum SC Paderborn 07 zurück, um dort Spielpraxis zu sammeln. Am 1. Juli 2010 schloss er sich wieder der Mannschaft von Borussia Mönchengladbach an, wo er seinen Vertrag bis Juni 2011 erfüllte.
Danach wechselte er ablösefrei zum in die zweite Bundesliga abgestiegenen FC St. Pauli. Am 7. Spieltag im Heimspiel gegen TSV 1860 München (4:2-Sieg für St. Pauli) erzielte er das wichtige 2:2 und landete zum ersten Mal in der kicker „Elf des Tages“.
Schachten kann in der Abwehr sowohl auf der rechten, als auch auf der linken Außenbahn agieren.
Am 30. Mai 2015 gab der FC St. Pauli die Trennung von Schachten bekannt. Sein Vertrag wurde nicht über das Saisonende hinaus verlängert. Zur Spielzeit 2015/16 wechselte er in die Schweiz zum Erstligisten FC Luzern. Dort unterschrieb er einen Zweijahresvertrag. Am 29. Juni 2016 wurde bekannt, dass er den FC Luzern nach nur einer Saison wieder verlässt.
Zur Saison 2016/17 wechselte er zurück nach Deutschland zum Drittligisten FSV Frankfurt. Dort beendete er seine aktive Karriere im Jahr 2018.
Seit Oktober 2021 ist er sportlicher Leiter beim VfB Oldenburg. 2025 schloss er den Lehrgang „Management im Profifußball“ von DFB und DFL ab.